# Condensador (óptica)

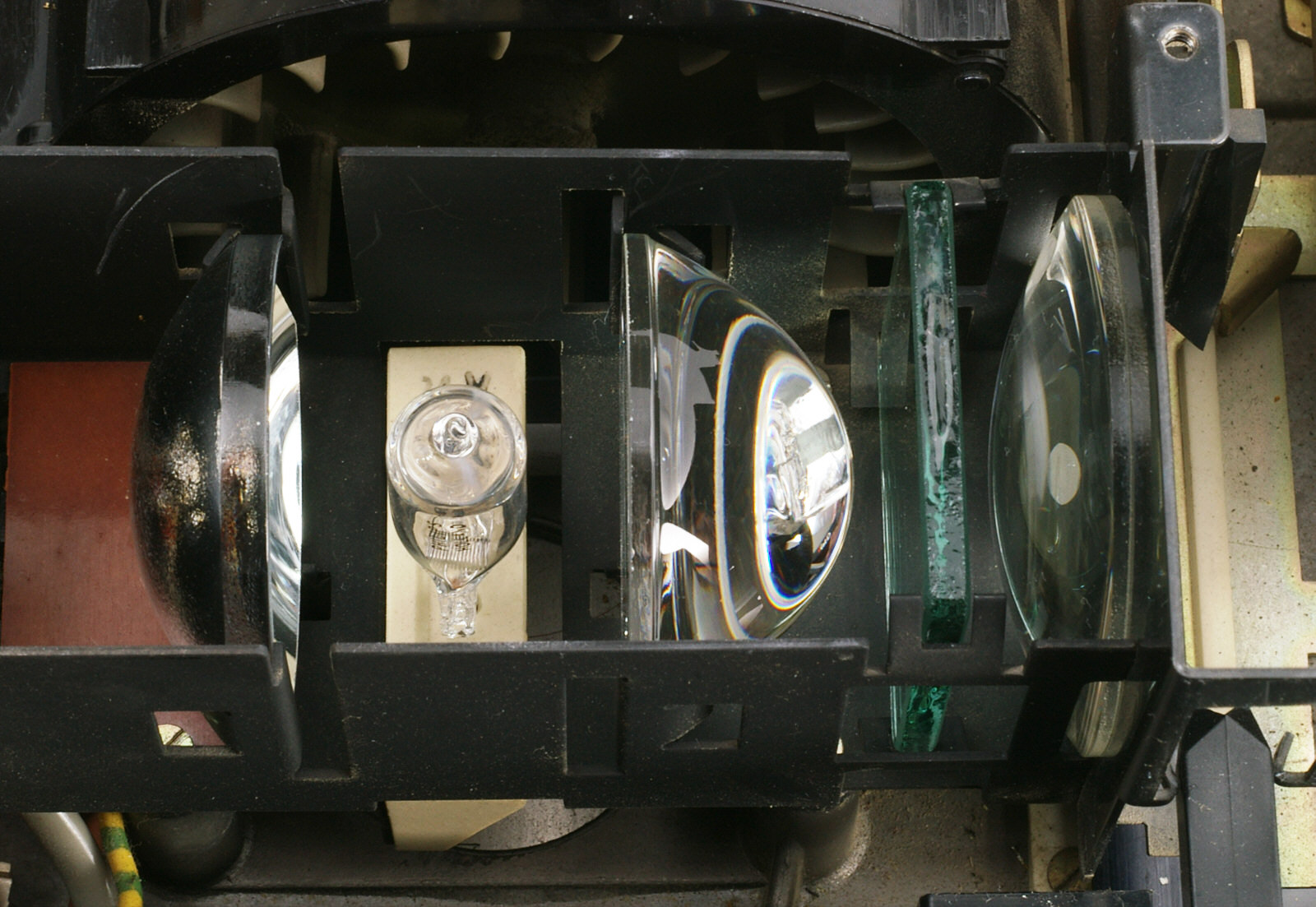
Condensador de un proyector de diapositivas

Un condensador es una lente que se utiliza para corregir la divergencia de los rayos emitidos por una fuente de luz puntual y así crear haces paralelos tales que iluminen de una forma uniforme las superficies objeto, por ejemplo, una diapositiva o una película en un proyector, el negativo de una ampliadora o bien los portaobjetos de un microscopio.

## Uso

Diagrama de un condensador de una ampliadora fotográfica.

El condensador es una parte esencial de cualquier dispositivo que opere con imágenes, como por ejemplo, proyectores de diapositivas, microscopios, telescopios, etc.
El concepto también es aplicable a cualquier tipo de radiación que sufra una transformación óptica, como por ejemplo un haz de electrones en un tubo de rayos catódicos y en microscopia electrónica, o bien la óptica para la radiación de neutrones y para la radiación de un sincrotrón.